# Le beau Serge
Le beau Serge è un film del 1958 diretto da Claude Chabrol.
Viene considerato come il primo film della Nouvelle Vague.

## Trama
François ritorna nel suo villaggio dopo molti anni di assenza. Vi ritrova l'amico Serge, ormai diventato alcolizzato. Serge è sposato con Yvonne, dalla quale ha avuto un bambino nato morto, e che è nuovamente incinta. Egli non perde occasione per umiliarla in pubblico, fin quando un giorno François affronta l'amico.

## Produzione
Le riprese iniziarono il 4 dicembre 1957 e durarono fino al febbraio del 1958 nel villaggio di  Sardent, paesino dove Chabrol aveva passato la sua infanzia durante la guerra.

## Riconoscimenti
- Festival di Locarno 1958 per la miglior regia
- Premio Jean Vigo 1959